# Jaqueline Jesus
Jaqueline Jesus (Brasília, 7 de març de 1978) és una psicòloga, escriptora i activista brasilera.
Té un màster en Psicologia per la Universitat de Brasília, i és doctora en Psicologia social, del Treball i de les Organitzacions en aquesta mateixa institució, en què actuà, des del 2003 fins al 2008, com a assessora de diversitat i suport als socis, i també coordinava un centre en suport a estudiants negres.

## Militància
Des del començament de les seues activitats, Jaqueline Jesus va lluitar contra accions discriminatòries, negant-se a acceptar passivament els prejudicis. Milità pels drets humans, a partir d'Estructuració (1997), un grup homosexual de Brasília, del qual fou secretària i, el 1999, n'assumí la presidència. I en aquest període actuà al costat d'institucions governamentals i educatives, parlant en l'obertura de la V Conferència Nacional de Drets Humans, ben descrita en l'informe d'aquesta conferència (pàgina 5): "del Grup Gai Estructuració, de Brasília, tenint el coratge de revelar els sentiments dels altres, que són víctimes de la intolerància contra la llibertat de ser i de viure la seua pròpia sexualitat".
Fou una organitzadora de la Parada de l'Orgull LGBT de Brasília, i participà en l'elaboració de les metes brasileres per a la Cúpula del Mil·lenni de l'ONU.
Participà, a Santa Cruz Cabrália i a Porto Seguro, en alguns moviments socials, en manifestacions crítiques a les festivitats del mig mil·lenni del descobriment del Brasil. El 2000, cofundà, amb el professor Luiz Mott, la llista electrònica AAGLS - Associació d'Acadèmics Gais, Lèsbiques i Simpatitzants del Brasil, de la qual fou secretària general; traduí texts en espanyol per a "El Butlletí de Quimbanda Dudu", Grup Gai Negre de Bahia; fou nomenada membre del Consell editorial de l'Editora Grup Gai de Bahia; i fundà l'ONG ACOS: Accions Ciutats en Orientació sexual, amb la què advocà per l'aprovació de la Llei 2.615/2000 del Districte Federal, que actua en la punició de l'homofòbia; va fer el primer estudi centrat específicament en el Districte Federal i els seus voltants sobre la violència contra les persones homosexuals i transsexuals, amb finançament internacional.
Fou membre suplent de Luiz Mott en el CNCD: Consell Nacional de Combat contra la Discriminació, i en Ralacoco: Ràdio-Laboratori de la Universitat de Brasília, creant i comandant el "Programa Beijo Livre" (Bes Lliure, en referència al primer grup gai de Brasília), llavors l'únic programa de ràdio en viu, d'Amèrica Llatina, lluitant per fer valdre la cultura LGBT, i entrevistant personalitats nacionals i estrangeres. Està associada a Enegreser: col·lectiu d'estudiants negres de la UnB. A finals del 2004, treballant com a psicòloga de la UnB, presentà projectes relacionats amb la gestió del "Sistema de Quotes per a Negres" i fou convidada a crear l'Assessoria de Diversitat i Suport als Socis, al març de 2005. I a l'abril del mateix any dissenyà el contingut del portal del Sistema de Quotes per a Negres de la UnB, pel qual, a l'octubre de 2007, fou premiada per la Xarxa DHNET de Drets Humans i Ciutadania, com un dels millors llocs d'internet dels drets humans, en llengua portuguesa.
El 2005, elaborà el Projecte del Centre de Convivència Negra, un espai social de referència en la UnB per a valorar la presència negra, i a partir de negociacions amb el Directori Central d'Estudiants de la UnB, començà a coordinar-lo. Com a assessora de la UnB en aquesta àrea, negocià amb el Tribunal Superior de Justícia un conveni de passanties per a estudiants de la UnB i creà el Projecte Quotes d'Escoles, en què entren estudiants amb quotes per a parlar a les escoles públiques sobre qüestions ètniques; a més d'haver participat de fòrums nacionals sobre inclusió ètnica, i presidit la Comissió organitzadora del Seminari "Polítiques d'Accions Afirmatives per a la Inclusió ètnica en l'ensenyament superior", esdeveniment nacional que aplegà universitats brasileres amb sistemes d'inclusió ètnica, el 2006, en la UnB, en associació amb la Secretaria d'Educació Superior del Ministeri d'Educació i la SEPPIR -Secretaria Especial de Polítiques de Promoció de la Igualtat ètnica; i també organitzà reforçament socioacadèmic als estudiants negres de la UnB.
Va concloure el seu màster al desembre del 2005, amb un estudi sobre alliberadors d'esclaus al Brasil contemporani. Al novembre del 2007, la proposaren a la ABGLT –Associació Brasilera de Gais, Lèsbiques i Travestis per a representar-los en la Campanya Qui Finança cap avall i en contra de la ciutadania, de la Comissió de Drets Humans de la Cambra de Diputats. El 2008 la triaren com a representant del Districte Federal en la Conferència Nacional GLBT, realitzada a la capital federal el mes de juny del mateix any.
El 2008, participà en la fundació d'una entitat associativa d'ONG del Districte Federal (DF) i del seu entorn, la Federació de Lèsbiques, Gais, Bisexuals, Travestis, i Transsexuals del DF i el seu entorn (Federació LGBT DFE), per a la qual fou elegida primera presidenta.
Fou l'autora, el 2010, del text interpretat per l'artista Miquéias Paz durant la 3a Trobada Nacional d'Atenció a la Salut del Servidor, realitzada a Brasília, en homenatge als servidors públics víctimes de violència en l'exercici del treball.
Acabà el doctorat el 2010, havent investigat les percepcions dels participants en les Parades de l'Orgull LGBT.

## Cronologia d'accions rellevants en Drets Humans
- 1999 - Presidència del Grup Estructuració
- 2000 - Fundació i presidència de l'ONG ACOS
- 2004 – Indicació per al CNCD
- 2004 – Creació del programa de ràdio "Beijo Livre" (Bes Lliure)
- 2005 – Indicació per a l'Assessoria de Diversitat i Suport als Cuotistas de la UnB/Coordinació del Centre de Convivència Negra
- 2005 – Negociació de beques per a pràctiques en STJ
- 2005 – Defensa de tesi de mestratge sobre alliberadors d'esclaus al Brasil contemporani
- 2006 – Creació del Projecte de Contingents a les escoles
- 2006 – Organització del Seminari Polítiques d'Accions Afirmatives per a la Inclusió Racial en l'Ensenyament Superior
- 2007 – Premiación del portal del Sistema de Contingents per a Negres per la Xarxa DHNET de Drets Humans i Ciutadania
- 2007 – Indicació per a la "Campanya Qui Finança a Baixaria é Contra a Cidadania"
- 2008 - Exposa en l'obertura de la I Conferència Districtual GLBT i participació en la Conferència Nacional GLBT[10]
- 2008 – Fundació i elecció per a la presidència de la Federació LGBT del DF i el seu entorn